# Nikolaus Wihlidal
Nikolaus Wihlidal (* 5. April 1981 in Wien) ist ein ehemaliger österreichischer Triathlet und dreifacher sowie Staatsmeister über die olympische Distanz (2014, 2017, 2018). Er wird in der Bestenliste Österreicher Triathleten auf der Ironman-Distanz geführt.

## Werdegang
Beim Ironman Austria belegte Nikolaus Wihlidal im Juli 2011 den elften Rang und auf der Wiener Donauinsel wurde er im Juni 2012 Vizestaatsmeister über die olympische Distanz (1,5 km Schwimmen, 40 km Radfahren und 10 km Laufen).

Im August wurde Wihlidal am Neusiedler See auch Vizestaatsmeister auf der Triathlon-Langdistanz.

### Staatsmeister Triathlon-Kurzdistanz 2014 und 2017
Beim Trumer Triathlon wurde Wihlidal im Juli 2014 Triathlon-Staatsmeister über die olympische Distanz und im Oktober wurde er Zweiter beim Halbmarathon am Bodensee.
Im August 2016 konnte er zum zweiten Mal nach 2013 den Krems Triathlon auf der olympischen Distanz gewinnen, nachdem er 2014 hier auch Sieger auf der Sprintdistanz war.
Im Juli 2017 wurde er beim Mostiman Triathlon zum zweiten Mal Staatsmeister auf der Triathlon-Kurzdistanz.

### Altersklassen-Europa- und Weltmeister 2017
Im Juni 2017 wurde Nikolaus Wihlidal auf der olympischen Distanz in Kitzbühel Triathlon-Europameister der Altersklasse 35–39. Im September wurde er in Rotterdam auch Weltmeister in seiner Altersklasse. Der damals 37-Jährige wurde am 14. Juli beim Mostiman Triathlon zum dritten Mal österreichischer Staatsmeister über die olympische Distanz.
Im Juni 2019 wurde er Zweiter auf der Kurzdistanz beim Chiemsee Triathlon. Seit 2019 tritt Nikolaus Wihlidal nicht mehr international in Erscheinung.
Nikolaus Wihlidal lebt mit seiner Partnerin  in Wolfsgraben.

## Sportliche Erfolge
| Datum/Jahr    | Rang | Wettbewerb                                     | Austragungsort     | Zeit                                                              | Bemerkung                                                                                          |
| ------------- | ---- | ---------------------------------------------- | ------------------ | ----------------------------------------------------------------- | -------------------------------------------------------------------------------------------------- |
| 4. Aug. 2019  | 2    | Traismauer Triathlon                           | Traismauer         |                                                                   | Olympische Distanz                                                                                 |
| 30. Juni 2019 | 2    | Chiemsee Triathlon                             | Chiemsee           |                                                                   | |
| 24. Juni 2018 | 2    | Chiemsee Triathlon                             | Chiemsee           |                                                                   | |
| 5. Mai 2018   | 2    | Triathlon Ober-Grafendorf                      | Ober-Grafendorf    | 01:50:38                                                          | Zweiter auf der olympischen Distanz hinter Paul Ruttmann                                           |
| 14. Juli 2017 | 1    | ÖTRV Staatsmeisterschaft Triathlon Kurzdistanz | Wallsee-Sindelburg | 01:55:41                                                          | Staatsmeister Kurzdistanz beim Mostiman Triathlon                                                  |
| 16. Sep. 2017 | 1    | ITU Triathlon World Championship 35–39         | Rotterdam          | 01:54:39                                                          | Weltmeister der Altersklasse 35–39                                                                 |
| 3. Sep. 2017  | 1    | Austria-Triathlon                              | Podersdorf         | 01:58:34                                                          | Sieger auf der olympischen Distanz                                                                 |
| 16. Juli 2017 | 1    | ÖTRV Staatsmeisterschaft Triathlon Kurzdistanz | Wallsee-Sindelburg | Staatsmeister über die olympische Distanz beim Mostiman Triathlon | |
| 18. Juni 2017 | 1    | ETU Triathlon European Championship 35–39      | Kitzbühel          | 02:00:13                                                          | Europameister Altersklasse 35–39                                                                   |
| 14. Mai 2017  | 1    | Klosterneuburg Triathlon                       | Klosterneuburg     | 00:57:23                                                          | Sieger bei der Erstaustragung im Sprint-Triathlon                                                  |
| 4. Sep. 2016  | 1    | Austria-Triathlon                              | Podersdorf         | Sieger auf der olympischen Distanz                                | |
| 7. Aug. 2016  | 1    | Krems Triathlon                                | Krems              | 01:55:16                                                          | Sieger auf der olympischen Distanz                                                                 |
| 17. Juli 2016 | 3    | Trumer Triathlon                               | Obertrum am See    | 02:11:22                                                          | |
| 10. Juli 2016 | 1    | Mostiman Triathlon                             | Wallsee            | 01:56:39                                                          | Sieger auf der olympischen Distanz                                                                 |
| 15. Aug. 2015 | 1    | Ausee Triathlon                                | Ausee              | 00:58:46                                                          | Sieger Sprintdistanz                                                                               |
| Juli 2015     | 1    | Gmunden Triathlon                              | Gmunden            |                                                                   | |
| 28. Juni 2015 | 2    | ÖTRV Staatsmeisterschaft Triathlon Kurzdistanz | Kitzbühel          | 01:50:15                                                          | Staatsmeisterschaft über die olympische Distanz beim Kitzbühel-Triathlon                           |
| 7. Sep. 2014  | 1    | Austria-Triathlon                              | Podersdorf         | 01:49:57                                                          | Sieger auf der olympischen Distanz                                                                 |
| 17. Aug. 2014 | 2    | Gmunden Triathlon                              | Gmunden            | 00:54:15                                                          | Zweiter auf der Sprintdistanz                                                                      |
| 3. Aug. 2014  | 1    | Krems Triathlon                                | Krems              | 00:56:23                                                          | Sieger Sprinttriathlon (0,75 km Schwimmen, 20 km Radfahren und 5 km Laufen)                        |
| 19. Juli 2014 | 1    | ÖTRV Staatsmeisterschaft Triathlon Kurzdistanz | Obertrum am See    | 02:03:37                                                          | Wihlidal wird beim Trumer Triathlon Staatsmeister über die olympische Distanz.                     |
| 15. Aug. 2013 | 1    | Ausee Triathlon                                | Ausee              | 00:57:32                                                          | Sieger auf der Sprintdistanz                                                                       |
| Aug. 2013     | 1    | Krems Triathlon                                | Krems              | 01:55:13                                                          | Sieger auf der olympischen Distanz                                                                 |
| 20. Juli 2013 | 3    | ÖTRV Staatsmeisterschaft Triathlon Kurzdistanz | Obertrum           | 02:02:40                                                          | beim Trumer Triathlon über die olympische Distanz.                                                 |
| 25. Aug. 2013 | 1    | Austria-Triathlon                              | Podersdorf         | 01:52:31                                                          | Sieger auf der olympischen Distanz                                                                 |
| 23. Juli 2012 | 2    | Mostiman Triathlon                             | Wallsee            | 01:53:20                                                          | im Mostviertel auf der olympischen Distanz                                                         |
| 16. Juni 2012 | 2    | ÖTRV Staatsmeisterschaft Triathlon Kurzdistanz | Wien               | 01:55:45                                                          | Vizestaatsmeister über die olympische Distanz beim Vienna City Triathlon auf der Wiener Donauinsel |
| 15. Aug. 2011 | 1    | Ausee Triathlon                                | Ausee              | 00:58:46                                                          | Sieger vor Alexander Frühwirth                                                                     |
| 24. Juli 2011 | 7    | Mostiman Triathlon                             | Wallsee            | 01:52:33                                                          | im Mostviertel auf der olympischen Distanz                                                         |
| 15. Aug. 2010 | 1    | Ausee Triathlon                                | Ausee              | 00:58:18                                                          | Sieger auf der Sprintdistanz                                                                       |
| 27. Juli 2010 | 1    | Mürzer Triathlon                               | Mürzzugschlag      | 01:52:47                                                          | Sieger auf der olympischen Distanz                                                                 |
| 12. Sep. 2009 | 1    | Sulmsee-Sprint Triathlon                       | Südsteiermark      | 00:58:41                                                          | Sieger auf der Sprintdistanz                                                                       |
| 15. Aug. 2009 | 2    | Ausee Triathlon                                | Ausee              | 00:59:22                                                          | Zweiter hinter Albuin Schwarz                                                                      |
| 15. Aug. 2007 | 2    | Ausee Triathlon                                | Ausee              | 01:00:43                                                          | Zweiter hinter Alexander Frühwirt                                                                  |

| Datum/Jahr    | Rang | Wettbewerb        | Austragungsort | Zeit     | Bemerkung                                                                           |
| ------------- | ---- | ----------------- | -------------- | -------- | ----------------------------------------------------------------------------------- |
| 16. Sep. 2012 | 10   | Ironman Wales     | Pembrokeshire  | 09:22:04 |                                                                                     |
| 25. Aug. 2012 | 2    | Austria-Triathlon | Podersdorf     | 08:32:27 | persönliche Bestzeit und Vizestaatsmeister auf der Langdistanz hinter Georg Swoboda |
| 11. Sep. 2011 | 42   | Ironman Wales     | Pembrokeshire  | 10:27:43 |                                                                                     |
| 3. Juli 2011  | 11   | Ironman Austria   | Klagenfurt     | 08:35:30 | erster Start auf der Ironman-Distanz                                                |

| Datum/Jahr   | Rang | Wettbewerb                        | Austragungsort | Zeit     | Bemerkung                    |
| ------------ | ---- | --------------------------------- | -------------- | -------- | ---------------------------- |
| 4. Okt. 2015 | 9    | Marathon der 3 Länder am Bodensee | Bregenz        | 01:13:38 |                              |
| 5. Okt. 2014 | 2    | Marathon der 3 Länder am Bodensee | Bregenz        | 01:12:40 | auf der Halbmarathon-Distanz |

(DNF – Did Not Finish)